# Wasmannia auropunctata
Wasmannia auropunctata és una petita formiga social (d'uns 1,5 mm de llargada), d'un color marró daurat (gingebre) nativa d'Amèrica del Sud i Central, que s'ha estès a parts d'Àfrica (incloent Gabon i Camerun), Amèrica del Nord, Puerto Rico, Israel, Cuba, i sis grups d'illes del Pacífic (incloent-hi les illes Galápagos, Hawaii, Nova Caledònia i les illes Salomó) més el nord-est d'Austràlia (Cairns).

La seva mossegada és intensament dolorosa. L'impacte d'aquesta formiga en aquells entorns i els països més enllà de la seva distribució autòctona ha estat descrit de la manera següent:

Es responsabilitza Wasmannia auropunctata d'una la reducció de la biodiversitat, reduint l'abundància global d'insectes voladors i d'aquells que s'alimentes de plantes, i eliminant poblacions d'aràcnids. També és coneguda pels seus agullons dolorosos. A les Galápagos depreda les postes de tortugues i ataca els ulls i cloaques de les tortugues adultes. Se l'ha considerat l'espècie invasora de formiga amb major amenaça pel que fa a la regió d'Oceà Pacífic.

## Morfologia

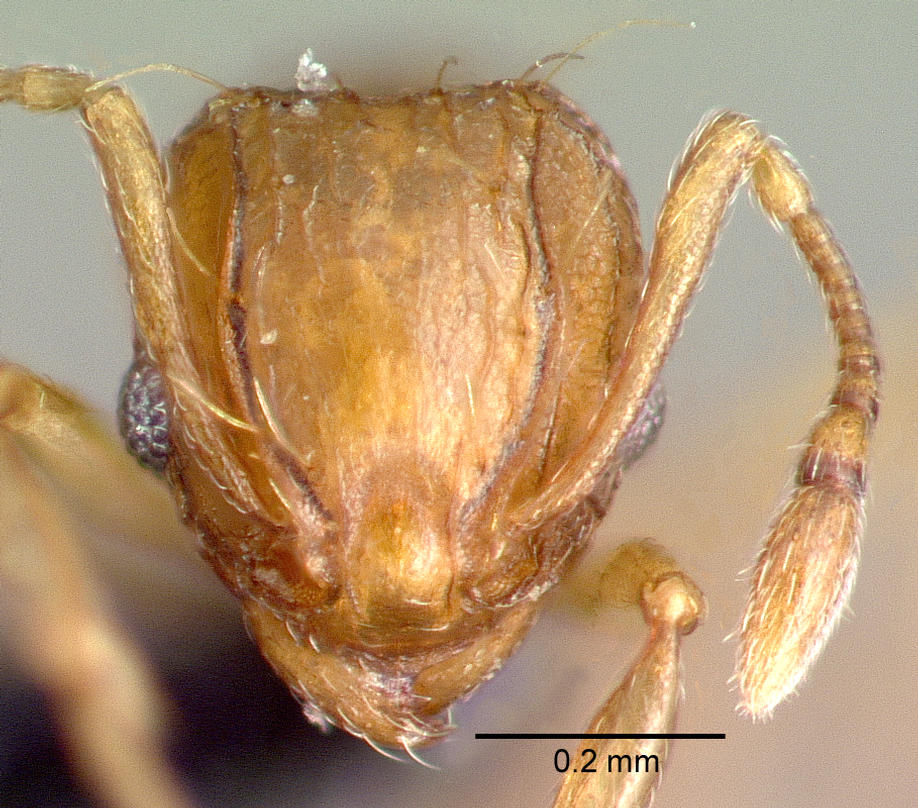
Aspecte del rostre de W. auropunctata mostrant els 11 segments de l'antena i la sutura del cap.

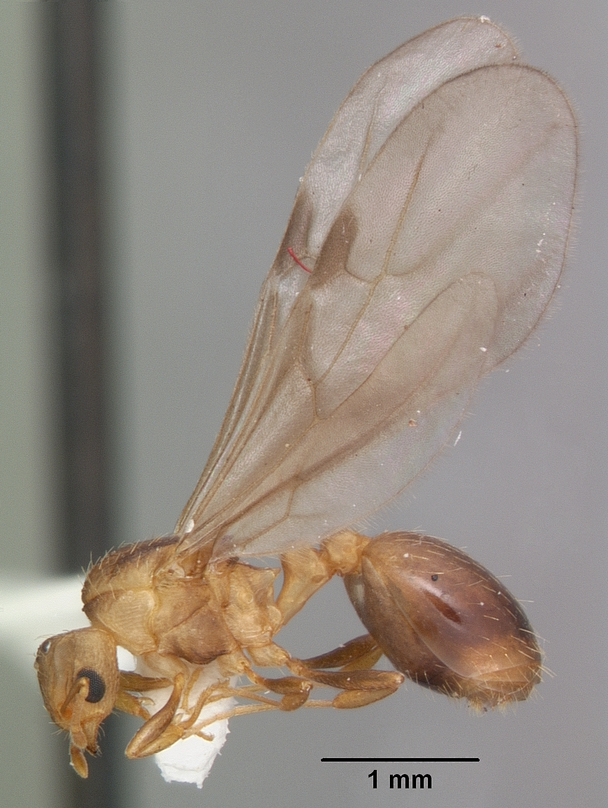
Aspecte lateral d'un exemplar alat de W. auropunctata

La formiga és descrita de la manera següent:
"Les obreres de Wasmannia auropunctata són monomòrfica, el qual significa no mostren cap diferenciació física... Les formigues són típicament petites de mida mitjana, amb les obreres oscil·lant entre els 1 i 2mm ... Són d'un lleu color marró daurat. El gaster és sovint més fosc. El pecíol, entre el tòrax i gaster, té dos segments; el pecíol i el post-pecíol. El pecíol té forma de destral, amb un node amb un perfil gairebé rectangular i més alt que el post-pecíol. L'antena té 11 segments, amb els darrers dos segments engruixits en forma de maça. L'escap antenal (el primer segment) té un solc distintiu que s'estén gairebé fins a la part posterior del cap. El tòrax presenta moltes espines epinotals al dors. El cos és cobert de forma esparsa amb llarg, aixecar cabells. Aquesta espècie és bé-conegut per un agulló dolorós, aparentment desproporcionada en comparació a la seva mida."

## Reproducció
En Wasmannia auropunctata les reines produeixen més reines mitjançant partenogènesi. Les obreres estèrils procedeixen d'ous fertilitzats per mascles. Dins alguns dels ous fertilitzats per mascles, tanmateix, la fertilització pot causar el material genètic de femella sigui obliterat del zigot. D'aquesta manera els mascles només passen el seu material genètic a la seva descendència masculina. Aquest és el primer exemple descrit d'una espècie animal on ambdues femelles i els mascles poden reproduir clònicament resultant en una separació completa dels pools genètics masculins i femenins.
Aquestes formigues aconsegueixen els beneficis d'ambdues reproduccions asexual i sexual - les filles es que poden reproduir (les reines) té tot dels gens de la mare, mentre que les obreres estèrils la força física de la qual i resistència a les malalties són importants és generen sexualment.

## Partenogènesi
La partenogènesi és una forma natural de reproducció en la que creixement i el desenvolupament dels embrions ocorre sense fecundació. telitòquia És una forma particular de partenogènesi en la que el desenvolupament d'un individu femella ocorre d'un ou no fertilitzat. La partenogènesi és una forma de telitòquia, però hi ha diverses classes de partenogènesi. La mena de partenogènesi pertinent aquí és un en quins dos productes haploides de la mateixa meiosi es combinen per a formar un zigot diploide.

Fusió central i fusió terminal partenogenètica

Les reines telitòciques de W. auropunctata procedents de poblacions clòniques es poden reproduir per partenogènesi que implica la fusió central dels productes meiòtics haploides, un procés que permet la conservació de l'heterozigosi en la progènie. Les mateixes reines partenogenètiques que produeixen progènie per partenogènesi també poden produir normalment segregant oòcits meiòtics, el qual a la fecundació per mascles origina obreres diploides.
Els oòcits que experimenten partenogènesi mostren índexs més baixos de recombinació per entrecreuament (amb un factor de 45) que els oòcits produïts per reines reproduint-se sexualment que origines a obreres. Aquests índexs de recombinació baixos en la partenogènesi afavoreix el manteniment dels oòcits heterozigòtics, i permetre només índexs molt baixos de transició de heterozigosi a homozigosi (0 a 2,8%). La forta disminució dels índexs de recombinació probablement permet que les reines clòniques que utilitzen partenogènesi per beneficiar de telitòquia (transmissió dels seus genomes sencers a progènies individual), i també evita el potencial per depressió endogàmica que resultaria de fusió aleatòria dels productes meiòtics que condueix a pèrdua d'heterozigosi.
En general, la partenogènesi sembla afavorida en hàbitats recentment degradats (per exemple per inundacions, focs i glaçades).<). El clonal poblacions de W. auropunctata Es troba majoritàriament en hàbitats recentment pertorbats per l'activitat humana.

## Ecologia
La distribució nativa de W. auropunctata abasta gairebé arreu d'Amèrica del Sud i Amèrica Central, deixant de banda aquelles regions amb un clima més fred. W. auropunctata té un comportament generalista tendint a colonitzar les àrees associades als éssers humans en regions més temperades. Aquests hàbitats inclouen vores de boscos, boscos gestionats, plantacions i camps agrícoles. W. auropunctata són generalistes que consumeixen altres insectes, vegetació en descomposició, llavors i plantes. Aquestes formigues també consumeixen mel de melada i estableixen relacions simbiòtiques amb altres insectes herbívors, com els àfids. W. auropunctata actuen com a depredadors eficaços, ja que tenen un fibló verinós que els permet sotmetre a insectes grans i petits vertebrats.
W. auropunctata estableixen les colònies sota roques i residus vegetals. Aquestes formigues també es consideren una plaga residencial, ja que són capaces d'establir colònies dins de mobiliari, menjar i roba a les cases. Els aiguats pluges poden ocasionar el moviment de la colònia.

## Espècie invasora
W. auropunctata ha sigut traslladada involuntàriament de la seva distribució nativa a l'Àfrica, Amèrica del Nord, Puerto Rico, Israel, Cuba, i diversos grups d'illes del Pacífic. Aquestes formigues no poden sobreviure en regions que tenen entorns freds. Però W. auropunctata s'ha establert a àrees dels Canadà i Anglaterra on troben refugi en infraestructures humana gran i hivernacles. Els paisatges alterats pels humans – com la pràctica de monocultius, i la desforestació – ha causat una explosió en les poblacions de W. auropunctata població en regions de Brasil i Colòmbia. Aquestes regions tenen gran quantitat de granges de cacau i monocultius de canya de sucre. Alguns estudis han revelat a Colòmbia, que una alta abundància en les poblacions de W. auropunctata redueixen la diversitat d'altres espècies de formigues a les regions intensament desforestades.
W. auropunctata depreda als insectes natius causant un descens en les densitats de població, i també poden atacar vertebrats de mida petita i mitjana si destorben les colònies d'aquestes formigues. Al llarg de la seva distribució invasora i nativa, W. auropunctata redueix la diversitat de formigues natives quan les colonitza amb èxit. Aquestes formigues superen amb èxit les altres formigues perquè exploten una gran quantitat de recursos que necessiten per a sobreviure les altres espècies, incloent residus de mel, nèctar i refugis en vegetació.
Les mossegades d'aquesta formiga als ulls d'animals de companyia i animals domèstics grans (com gats i gossos) poden provocar-los-hi ceguesa. A les illes Galápagos W. auropunctata és considerada una de les espècies més agressives introduïdes en aquesta regió. La formiga ha contribuït a un descens en les poblacions de tortugues terrestres, ja que aquestes formigues consumeixen les postes de les tortugues i ataquen els ulls de les tortugues adultes. També s'han notat fortes davallades en les poblacions d'escorpins, aranyes, les formigues natives directament atribuïdes a la formiga invasora.

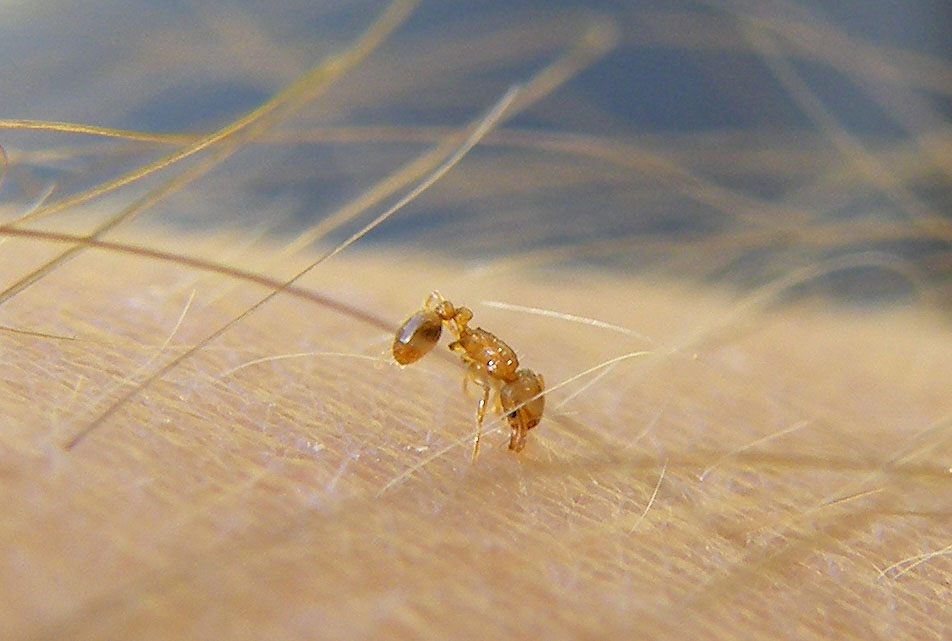
W. auropunctata mossegant una persona

Quan interaccionen amb les persones aquestes formigues tenen un agulló potent en proporció a la seva mida. La picada de l'agulló provoca envermelliments de la pell d'una polzada acompanyat de picor i dolor. Alguns treballadors i pagesos poden sofrir els seus atacs durant la recol·lecció en àrees agrícoles amb una alta densitat de W. auropunctata.
La recerca mostra que aquestes formigues poden extreure nutrients de plantes agrícoles, augmentant en aquestes la susceptibilitat d'emmalaltiment i els atacs d'altres plagues d'insectes herbívors. Arran de la presència de la formiga en camps agrícoles, disminueixen els rendiments de les collites, i tenen un efecte econòmic negatiu en qualsevol indústria agrícola afectada per la formiga.

## Estratègies de control
Hi ha molts prevenció i control proposat estratègies que han estat agafat per ajudar minimitzar o erradicar W. auropunctata. El Programa de Prevenció de Formiges del Pacífic és una proposta que il·lustra mètodes de prevenció dins de les illes arreu de la regió d'Oceà Pacífic a Polinèsia (com Hawaii i Futuna) per a espècies de formigues invasores incloent-hi W. auropunctata. El programa va ser iniciat per a dotar de protocols millorats de quarantena per a l'àrea polinèsia, a més de conscienciar sobre el possible l'impacte de W. auropunctata. El 1999 el Departament d'Agricultura de l'Estat de Hawaii instaurà la política d'inspeccionar el 100% de qualsevol material vegetal que fos exportat des de l'estat per a comprovar la presència de la formiga de manera que no pugui estendre's a altres regions.
Generalment una millor gestió de la terra agrícola -incloent la reducció de monocultius i produccions més baixes de collites - pot reduir les poblacions de W. auropunctata. A més els plans propis de gestió del sòl poden alleujar els pics de la població de formigues que es troben en àrees molt degradades. Quan s'estableix un nou camp agrícola, minimitzant els canvis del paisatge -com la desforestació- pot impedir o reduir la densitat de població de W. auropunctata.
S'han emprat substàncies químiques i pesticides en poblacions d'aquesta formiga amb menor densitat a les Illes Galápagos. Aquestes poblacions de W. auropunctata no ocupaven més de 24 hectàrees. Altres mètodes de control com pesticides no selectius per a W. auropunctata, les cremes i els desbrossaments han reeixit a l'hora de controlar petites poblacions d'aquesta formiga a les illes petites.

## Ceratopatia
Es sospita sobre associació entre la ceratopatia de Florida o ceropatia tropical i la presència de W. auropunctata.